# Шлюха (фильм, 1991)
«Шлюха» (англ. Whore) — фильм 1991 года британского режиссёра и сценариста Кена Рассела с Терезой Расселл в главной роли. Хотя фильм не имел большого финансового успеха, принеся доход всего в 1 008 404 долларов, картина получила несколько положительных отзывов и имела не связанный с ней напрямую сиквел.

## Сюжет
Фильм рассказывает об обычной проститутке из Лос-Анджелеса по имени Лиз, её непростой жизни и работе. Много зла в жизнь героини привносят такие люди, как её непутёвый бывший муж, жестокий сутенёр и клиенты-извращенцы. Единственный настоящий друг для героини — это добродушный уличный факир по имени Раста, спасший однажды её жизнь.

## В ролях
- Тереза Расселл — Лиз
- Майкл Крэбтри — мужчина в автомобиле
- Джон Дил — отщепенец
- Антонио Фаргас — Раста
- Роберт О`Рейли — мужчина помоложе в автомобиле
- Том Виллард — хиппи